# Liberate
Liberate è il terzo singolo estratto da Believe, secondo album del gruppo musicale alternative metal statunitense Disturbed. La parola "motherfucker" viene pronunciata 17 volte, facendola diventare la loro canzone più profana, addirittura di più di Down with the Sickness in cui la parola "shit" (merda) è usata due volte, "fuck" sette volte (includendo tre "fucker" e un "fucking"), "bitch" due volte e una volta "whore" (puttana).

## Video musicale
Il video musicale della canzone mostra la band durante un'esibizione al Music as a Weapon tour.

## Posizione in classifica
| Anno | Classifica             | Posizione |
| ---- | ---------------------- | --------- |
| 2003 | Mainstream Rock Tracks | 4         |
| 2003 | Modern Rock Tracks     | 22        |

## Formazione
- David Draiman - voce
- Dan Donegan - chitarra
- Steve "Fuzz" Kmak - basso
- Mike Wengren - batteria

## Curiosità
- La canzone è stata inclusa nella tracklist del videogioco Tony Hawk's Underground 2.